# Division d'Honneur 1924-25
La Primera División de Bélgica 1924/25 fue la 25.ª temporada de la máxima competición futbolística en Bélgica.

## Tabla de posiciones
| Pos | Equipo                      | PJ | PG | PE | PP | GF | GC | Pts | DG  | Notas                               |
| --- | --------------------------- | -- | -- | -- | -- | -- | -- | --- | --- | ----------------------------------- |
| 1   | Beerschot                   | 26 | 18 | 4  | 4  | 55 | 22 | 40  | +33 |                                     |
| 2   | Royal Antwerp F.C.          | 26 | 13 | 8  | 5  | 39 | 21 | 34  | +18 |                                     |
| 3   | Royale Union Saint-Gilloise | 26 | 13 | 6  | 7  | 41 | 29 | 32  | +12 |                                     |
| 4   | C.S. Brugeois               | 26 | 7  | 9  | 10 | 25 | 24 | 28  | +1  |                                     |
| 5   | RC de Gand                  | 26 | 11 | 6  | 9  | 36 | 38 | 28  | -2  |                                     |
| 6   | Daring Club de Bruxelles    | 26 | 10 | 7  | 9  | 31 | 23 | 27  | +8  |                                     |
| 7   | K Berchem Sport             | 26 | 11 | 5  | 10 | 46 | 35 | 27  | +11 |                                     |
| 8   | Standard Liège              | 26 | 9  | 8  | 9  | 36 | 39 | 26  | -3  |                                     |
| 9   | SC Anderlechtois            | 26 | 11 | 3  | 12 | 37 | 29 | 25  | +8  |                                     |
| 10  | La Gantoise                 | 26 | 7  | 9  | 10 | 24 | 33 | 23  | -9  |                                     |
| 11  | R.F.C. Brugeois             | 26 | 9  | 3  | 14 | 33 | 44 | 21  | -11 |                                     |
| 12  | Racing Club de Bruxelles    | 26 | 7  | 6  | 13 | 25 | 37 | 20  | -12 | Descenso a la División de Promoción |
| 13  | F.C. Malinois               | 26 | 4  | 11 | 11 | 34 | 47 | 19  | -13 | Descenso a la División de Promoción |
| 14  | White Star Woluwé A.C.      | 26 | 5  | 4  | 17 | 17 | 53 | 14  | -36 | Descenso a la División de Promoción |

PJ = Partidos jugados; PG = Partidos ganados; PE = Partidos empatados; PP = Partidos perdidos; GF = Goles a favor; GC = Goles en contra; Pts = Puntos; DG = Diferencia de goles